# Campionat Individual d'Escala i Corda
El Campionat Individual d'Escala i Corda és el torneig absolut mà a mà (un contra un) en l'especialitat d'escala i corda, i un dels quatre campionats professionals de pilota valenciana guardonats, a més del títol corresponent, amb el Trofeu President de la Generalitat.
Creat l'any 1986 per Frediesport i patrocinat successivament per la Caixa d'Estalvis i Socors de Sagunt, MAVDA - Mútua del Camp, la Caixa d'Estalvis de València, Castelló i Alacant i la Fundació Bancaixa, per la qual cosa entre 1993 i 2013 el campionat fon conegut com a Trofeu Individual Bancaixa; després d'un parell d'anys sense patrocini, actualment el patrocina Bankia amb el suport de la Federació de Pilota Valenciana i l'organització i promoció a càrrec de l'empresa ValNet, a la qual pertanyen tots els escalaters en competició.
Per les característiques del joc, l'Individual és una competició per a lluïment dels dauers; no obstant això, també han participat alguns mitgers destacats, dels quals els dos únics que han disputat una final han sigut Santi de Finestrat o Vicente Grau, l'únic que l'ha guanyada. El guanyador de la final rep, a més del títol de campió o el guardó equivalent, un segon trofeu de mans del President de la Generalitat Valenciana o la persona que el representa: una reproducció del fris grec de la feninde. Si un mateix jugador guanya tres finals seguides o cinc separades, li donen una reproducció d'escala major: això fins ara només ho han aconseguit Genovés, Sarasol, Álvaro (tres voltes) i Soro III.
Les partides comencen empat a 10 jocs, excepte l'any 2007, en què, perquè les partides no siguen tan feixugues, l'empat inicial és a 15 jocs.
| #  | A.   | Campions  | Final   | Subcampions | Trinquet |
| -- | ---- | --------- | ------- | ----------- | -------- |
| 37 | 2022 | Puchol II | 60 × 50 | Marc        | Pelayo   |
| 36 | 2021 | Puchol II | 60 × 50 | De la Vega  | Pelayo   |
| 35 | 2020 | Puchol II | 60 × 25 | De la Vega  | Pelayo   |
| 34 | 2019 | Soro III  | 60 × 55 | Genovés II  | Pelayo   |
| 33 | 2018 | Puchol II | 60 × 55 | Pere Roc II | Pelayo   |
| 02 | 1987 | Fredi     | 60 × 25 | Oltra       | Gandia   |
| 03 | 1988 | Genovés   | 60 × 25 | Fredi       | Sagunt   |
| 04 | 1989 | Genovés   | 60 × 35 | Sarasol     | Sagunt   |
| 05 | 1990 | Genovés   | 60 × 25 | Sarasol     | Sagunt   |
| 06 | 1991 | Genovés   | 60 × 45 | Sarasol     | Sagunt   |
| 07 | 1992 | Sarasol   | 60 × 40 | Genovés     | Sagunt   |
| 08 | 1993 | Sarasol   | 60 × 25 | Genovés     | Sagunt   |
| 09 | 1994 | Sarasol   | 60 × 25 | Genovés     | Sagunt   |
| 10 | 1995 | Genovés   | 60 × 55 | Álvaro      | Sagunt   |
| 11 | 1996 | Sarasol   | 60 × 45 | Grau        | Sagunt   |
| 12 | 1997 | Sarasol   | 60 × 30 | Grau        | Sagunt   |
| 13 | 1998 | Álvaro    | 60 × 25 | Pigat II    | Sagunt   |
| 14 | 1999 | Sarasol   | 60 × 25 | Pigat II    | Sagunt   |
| 15 | 2000 | Grau      | 60 × 40 | Álvaro      | Sagunt   |
| 16 | 2001 | Álvaro    | 60 × 30 | Núñez       | Sagunt   |
| 17 | 2002 | Álvaro    | 60 × 20 | Sarasol     | Pelayo   |
| 18 | 2003 | Álvaro    | 60 × 30 | Ribera II   | Pelayo   |
| 19 | 2004 | Álvaro    | 60 × 55 | Genovés II  | Pelayo   |
| 20 | 2005 | Álvaro    | 60 × 45 | Genovés II  | Pelayo   |
| 21 | 2006 | Álvaro    | 60 × 25 | Miguel      | Sagunt   |
| 22 | 2007 | Álvaro    | 60 × 25 | Genovés II  | Sagunt   |
| 23 | 2008 | Álvaro    | 60 × 45 | Genovés II  | Sagunt   |
| 24 | 2009 | Álvaro    | 60 × 50 | Genovés II  | Sagunt   |
| 25 | 2010 | Miguel    | 60 × 30 | Soro III    | Montcada |
| 26 | 2011 | Álvaro    | 60 × 55 | Soro III    | Montcada |
| 27 | 2012 | Soro III  | 60 × 25 | Santi       | Montcada |
| 28 | 2013 | Soro III  | 60 × 35 | Álvaro      | Montcada |
| 29 | 2014 | Soro III  | 60 × 30 | Fageca      | Montcada |
| 30 | 2015 | Soro III  | 60 × 50 | Puchol II   | Pelayo   |
| 31 | 2016 | Puchol II | 60 × 50 | Soro III    | Pelayo   |
| 32 | 2017 | Soro III  | 60 × 35 | Pere Roc II | Pelayo   |
| 01 | 1986 | Genovés   | 60 × 35 | Sarasol     | Pelayo   |

| Pilotaris  | Campionats | Campionats                  | Subcampionats | Subcampionats               | Finals |
| ---------- | ---------- | --------------------------- | ------------- | --------------------------- | ------ |
| Álvaro     | 11         | 1998, 2001-2009 i 2011      | 3             | 1995, 2000 i 2013           | 14     |
| Genovés    | 6          | 1986, 1988-1991 i 1995      | 3             | 1992-1994                   | 9      |
| Sarasol    | 6          | 1992-1994, 1996-1997 i 1999 | 5             | 1986, 1989-1991 i 2002      | 11     |
| Soro III   | 6          | 2012-2015, 2017 i 2019      | 3             | 2010-2011 i 2016            | 9      |
| Puchol II  | 4          | 2016, 2018, 2020 i 2021     | 1             | 2015                        | 3      |
| Fredi      | 1          | 1987                        | 1             | 1988                        | 2      |
| Grau       | 1          | 2000                        | 2             | 1996-1997                   | 3      |
| Miguel     | 1          | 2010                        | 1             | 2006                        | 2      |
| Genovés II |            |                             | 6             | 2004-2005, 2007-2009 i 2019 | 6      |
| Pigat II   |            |                             | 2             | 1998-1999                   | 2      |
| Pere Roc   |            |                             | 2             | 2017-2018                   | 2      |
| Oltra      |            |                             | 1             | 1987                        | 1      |
| Núñez      |            |                             | 1             | 2001                        | 1      |
| Ribera II  |            |                             | 1             | 2003                        | 1      |
| Santi      |            |                             | 1             | 2012                        | 1      |
| Fageca     |            |                             | 1             | 2014                        | 1      |
| De la Vega |            |                             | 2             | 2020 i 2021                 | 1      |

## 2009
El Trofeu Individual Bancaixa de 2009 fon la vint-i-quatrena edició. El sistema de competició consistí en una fase prèvia en què quatre pilotaires (Colau, Fran, Primi i Puchol II) es disputaren a dos partides classificatòries una plaça per a jugar 1'eliminatòria contra Fageca: el vencedor passà a la segona eliminatòria contra León, mentre que alhora Miguel i Soro III competiren per la segona plaça en la lligueta, en la qual jugarenn tots contra tots, i els esperaven els dos finalistes de l'edició del 2008: Álvaro i Genovés II. Els dos millors classificats passaren a la final.
Des de la fase prèvia
| - Colau, de La Pobla de Vallbona - Fran, de Godelleta |  | - Primi, de Gata de Gorgos - Puchol II, de Vinalesa |

Des de la 1a eliminatòria
- Fageca, de València

Des de la 2a eliminatòria
- León, del Genovés
- Miguel, de Petrer
- Soro III, de Massamagrell

Des de la lligueta
- Álvaro, de Faura
- Genovés II, del Genovés

Feridors
- Oltra, del Genovés
- Pedrito, de València

Fase prèvia
|  | Semifinals                           | Semifinals |    |  | Final                                | Final |  |
|  |                                      |            |    |  |                                      |       |  |
|  | 07 de setembre, La Pobla de Vallbona |            |    |  |                                      |       |  |
|  | Colau                                | 60         |    |  |                                      |       |  |
|  | Puchol II                            | 25         |    |  |                                      |       |  |
|  |                                      |            |    |  |                                      |       |  |
|  |                                      |            |    |  | 10 de setembre, La Pobla de Vallbona |       |  |
|  |                                      |            |    |  | Colau                                | 60    |  |
|  |                                      | Primi      | 25 |  |                                      |       |  |
|  |                                      |            |    |  |                                      |       |  |
|  |                                      |            |    |  |                                      |       |  |
|  |                                      |            |    |  |                                      |       |  |
|  | 08 de setembre, Benidorm             |            |    |  |                                      |       |  |
|  | Fran                                 | 40         |    |  |                                      |       |  |
|  | Primi                                | 50         |    |  |                                      |       |  |

Notes a la fase prèvia
- Fran no pogué acabar la seua partida davant Primi per lesió (un problema al bíceps crural de la cuixa dreta).

Lligueta
| Data     | Trinquet                | Roig   | Blau       | Resultat |
| -------- | ----------------------- | ------ | ---------- | -------- |
| 25/09/09 | Trinquet del Genovés    | Miguel | Fageca     | 60-25    |
| 26/09/09 | Pelayo (València)       | Álvaro | Genovés II | 60-30    |
| 02/10/09 | Trinquet del Genovés    | Miguel | Álvaro     | 30-60    |
| 04/10/09 | Guadassuar              | Fageca | Genovés II | 20-60    |
| 09/10/09 | Trinquet de Bellreguard | Miguel | Genovés II | 50-60    |
| 11/10/09 | Pla de l'Arc (Llíria)   | Álvaro | Fageca     | 60-20    |

Classificació de la Lligueta
| Pilotaire | Pilotaire  | Punts | Partides jugades | Partides guanyades | Partides perdudes | Jocs a favor | Jocs en contra | Dif  |
| --------- | ---------- | ----- | ---------------- | ------------------ | ----------------- | ------------ | -------------- | ---- |
| 1         | Álvaro     | 9     | 3                | 3                  | 0                 | 180          | 80             | +100 |
| 2         | Genovés II | 5     | 3                | 2                  | 1                 | 150          | 130            | +20  |
| 3         | Miguel     | 4     | 3                | 1                  | 2                 | 140          | 145            | +05  |
| 4         | Fageca     | 0     | 3                | 0                  | 3                 | 65           | 180            | -115 |

Final
| Álvaro | v | Genovés II |
| ------ | - | ---------- |
| 60     |   | 50         |

 Sagunt
Notes a la final de l'Individual del 2009
- La partida fon retransmesa en diferit per Punt 2.
- Les travesses inicials donaven de cinc per a Álvaro.
- Feridors:
  - Oltra (per a Álvaro): 4 faltes i 1 que compta.
  - Pedrito (per a Genovés II): 5 faltes i 1 que compta.
- Seqüència dels jocs: Álvaro - Genovés II: 15-15, 15-30, 20-30, 20-35, 25-35, 25-40, 40-40, 40-45, 55-45, 55-50, 60-50.
- Arran de l'empat a 40, Genovés II canvià de pilota i guanyà el següent joc (40-45).
- Els jocs 45-50 i 60-50 foren sabaters en favor d'Álvaro.

## 2010
El Trofeu Individual Bancaixa de 2010 fon la vint-i-cinquena edició. El sistema de competició consistí en dos fases: la primera,composta per sis eliminatòries directes on juguaren huit pilotaris (Puchol II, Santi II, Primi, Carlos, Soro III, Colau, León i Fageca), dels quals dos passaren a la segona fase, en la qual disputaren una lligueta amb els dos caps de sèrie (Miguel i Genovés II) i els dos millors classificats disputaren la final. El debut de cada pilotaire es fixà d'acord amb la classificació obtinguda en l'últim campionat.
La final es disputà al trinquet de la Ciutat de la Pilota de Montcada (Horta Nord), inaugurat unes setmanes abans. La decisió de jugar la final en esta instal·lació es va prendre una vegada començada la competició, després d'arribar a un acord entre la Generalitat Valenciana, la Federació de Pilota Valenciana i ValNet.
Primera fase
- Puchol II, de Vinalesa
- Santi II, de Silla
- Primi, de Gata de Gorgos
- Carlos, de Petrer
- Soro III, de Massamagrell
- Colau, de la Pobla de Vallbona
- León, del Genovés
- Fageca, de València

Des de la Lligueta
- Miguel, de Petrer
- Genovés II, del Genovés

Feridors
- Oltra, del Genovés
- Pedrito, de València

Lligueta
| Data     | Trinquet                       | Roig       | Blau     | Resultat |
| -------- | ------------------------------ | ---------- | -------- | -------- |
| 01/10/10 | Trinquet del Genovés           | Genovés II | Miguel   | 25-60    |
| 02/10/10 | Pelayo (València)              | Soro III   | Colau    | 60-30    |
| 05/10/10 | Tio Pena (Massamagrell)        | Genovés II | Soro III | 15-60    |
| 06/10/10 | Nou de Guadassuar (Guadassuar) | Miguel     | Colau    | 60-40    |
| 09/10/10 | Pla de l'Arc (Llíria)          | Genovés II | Colau    | 15-60    |
| 10/10/10 | Trinquet de Bellreguard        | Soro III   | Miguel   | Suspesa  |

Classificació de la Lligueta
| Pilotaire | Pilotaire  | Punts | Partides jugades | Partides guanyades | Partides perdudes | Jocs a favor | Jocs en contra | Dif |
| --------- | ---------- | ----- | ---------------- | ------------------ | ----------------- | ------------ | -------------- | --- |
| 1         | Soro III   | 6     | 2                | 2                  | 0                 | 120          | 45             | +75 |
| 2         | Miguel     | 6     | 2                | 2                  | 0                 | 120          | 75             | +45 |
| 3         | Colau      | 3     | 2                | 1                  | 1                 | 90           | 75             | +15 |
| 4         | Genovés II | -     | -                | -                  | -                 | -            | -              | -   |

Notes de la Lligueta
- Genovés II es lesionà durant la primera partida de la fase quan el marcador reflectia un 25-20 al seu favor: la retirada del jugador roig convertí al seu rival, Miguel, en guanyador de la partida i dels tres punts corresponents.[7] Dies després es confirmà l'abast de la lesió: trencament fibril·lar en la cremallera del paquet muscular isquiotibial, entre els músculs semitendinós i bíceps femoral. Genovés II devia restar sis setmanes de baixa pel que queda apartat de la competició i les partides que devia disputar foren atorgades com a victòries als seus contrincants.[8]
- La darrera partida de la lligueta, la que havien de disputar a Bellreguard el 10 d'octubre Soro III i Miguel se suspengué donada la intranscendència del resultat, ja que el cartell de la final estava decidit i es confrontaven estos mateixos pilotaires.[9]

Final
| Miguel | v | Soro III |
| ------ | - | -------- |
| 60     |   | 30       |

 Trinquet de la Ciutat de la Pilota
Montcada

## 2011
El Trofeu Individual Bancaixa de 2011 fon la vint-i-sisena edició. El sistema de competició consistí en una fase prèvia en la que quatre pilotaires es disputen dos places en la següent fase o 1a fase on sis jugadors (més els dos de l'anterior) competiren en format eliminatòries per a dirimir quins dos s'enfrontarien als caps de sèrie en esta fase: Álvaro i Colau. La segon fase es jugà en format de lligueta entre els dos pilotaris que han restat de la fase anterior i els dos finalistes de l'edició passada de l'Individual: Miguel i Soro III. La principal novetat respecte a l'edició anterior és la presència de cinc mitgers, cosa poc habitual, ja que el mà a mà és una disciplina reservada històricament als dauers. L'entrada de mitgers en l'Individual ha motivat un increment de jugadors participants, i s'ha passat dels 10 de 2010 als 14 d'esta temporada. Altra novetat destacada respecte a l'edició anterior és la tornada del pilotari amb més títols de campió de l'Individual Bancaixa, Álvaro, amb 10.
Fase prèvia
- Santi II, de Silla
- Santi, de Finestrat
- Carlos, de Petrer
- Héctor, de la Vall de Laguar

1a Fase
- Javi, de Massalfassar
- Puchol II, de Vinalesa
- Melchor, de Benavites
- Primi, de Gata de Gorgos
- Jesús, de Silla
- Fageca, de València
- Álvaro, de Faura
- Colau, de la Pobla de Vallbona

Des de la Lligueta
- Soro III, de Massamagrell
- Miguel, de Petrer

| Data     | Trinquet             | Roig     | Blau   | Resultat |
| -------- | -------------------- | -------- | ------ | -------- |
| 16/09/11 | Eusebio (Sueca)      | Carlos   | Héctor | 40-60    |
| 19/09/11 | La Pobla de Vallbona | Santi II | Santi  | 25-60    |

1a Fase
|  | Quarts de final        | Quarts de final |                      |    | Semifinals | Semifinals |  |  | Final | Final |
|  |                        |                 |                      |    |            |            |  |  |       |       |
|  | 21/09/11 - Guadassuar  |                 |                      |    |            |            |  |  |       |       |
|  |                        |                 |                      |    |            |            |  |  |       |       |
|  | Javi                   | 35              |                      |    |            |            |  |  |       |       |
|  | Javi                   | 35              | 28/09/11 - Vila-real |    |            |            |  |  |       |       |
|  | Santi                  | 60              |                      |    |            |            |  |  |       |       |
|  | Santi                  | 60              | Santi                | 60 |            |            |  |  |       |       |
|  | 23/09/11 - Vila-real   |                 | Santi                | 60 |            |            |  |  |       |       |
|  |                        | Melchor         | 35                   |    |            |            |  |  |       |       |
|  | Puchol II              | Melchor         | 35                   | 55 |            |            |  |  |       |       |
|  | Puchol II              |                 |                      | 55 |            |            |  |  |       |       |
|  | Melchor                | 60              |                      |    |            |            |  |  |       |       |
|  | Melchor                | 60              |                      |    |            |            |  |  |       |       |
|  | 23/09/11 - Bellreguard |                 |                      |    |            |            |  |  |       |       |
|  |                        |                 |                      |    |            |            |  |  |       |       |
|  | Primi                  | 25              |                      |    |            |            |  |  |       |       |
|  | Primi                  | 25              | 30/09/11 - Genovés   |    |            |            |  |  |       |       |
|  | Jesús                  | 60              |                      |    |            |            |  |  |       |       |
|  | Jesús                  | 60              | Jesús                | 60 |            |            |  |  |       |       |
|  | 25/09/11 - Dénia       |                 | Jesús                | 60 |            |            |  |  |       |       |
|  |                        | Fageca          | 55                   |    |            |            |  |  |       |       |
|  | Fageca                 | Fageca          | 55                   | 60 |            |            |  |  |       |       |
|  | Fageca                 |                 |                      | 60 |            |            |  |  |       |       |
|  | Héctor                 | 25              |                      |    |            |            |  |  |       |       |
|  | Héctor                 | 25              |                      |    |            |            |  |  |       |       |

Final de la 1a Fase
Entre els 2 guanyadors (Santi i Jesús) es realitza un sorteig per vore els emparellament amb els caps de sèrie d'aquesta primera fase (Álvaro i Colau), quedant de la següent manera:
| Data    | Trinquet             | Roig   | Blau  | Resultat |
| ------- | -------------------- | ------ | ----- | -------- |
| 3/10/11 | La Pobla de Vallbona | Álvaro | Jesús | 60-25    |
| 2/10/11 | Xàbia                | Colau  | Santi | 15-60    |

Notes de la 1a Fase
- L'1 d'octubre de 2011 s'anuncia la retirada de Colau a causa d'una lesió, raó per la qual el seu contrincant a la partida que es devia disputar el 2 d'octubre a Xàbia, Santi passa directament a la següent fase.[10]
- Passen a la següent fase:
  - Álvaro
  - Santi
- Queden eliminats:
  - Jesús
  - Colau

2a Fase
| Data     | Trinquet                    | Roig     | Blau     | Resultat |
| -------- | --------------------------- | -------- | -------- | -------- |
| 7/10/11  | Salvador Sagols (Vila-real) | Miguel   | Álvaro   | 45-60    |
| 8/10/11  | Pedreguer                   | Soro III | Santi    | 60-40    |
| 11/10/11 | Tio Pena (Massamagrell)     | Miguel   | Soro III | 45-60    |
| 12/10/11 | Guadassuar                  | Álvaro   | Santi    | 60-20    |
| 15/10/11 | Pelayo (València)           | Miguel   | Santi    | Suspesa  |
| 16/10/11 | Bellreguard                 | Soro III | Álvaro   | Suspesa  |

Classificació de la 2a Fase
| Pilotaire | Pilotaire | Punts | Partides jugades | Partides guanyades | Partides perdudes | Jocs a favor | Jocs en contra | Dif |
| --------- | --------- | ----- | ---------------- | ------------------ | ----------------- | ------------ | -------------- | --- |
| 1         | Álvaro    | 6     | 2                | 2                  | 0                 | 120          | 65             | +55 |
| 2         | Soro III  | 6     | 2                | 2                  | 0                 | 120          | 85             | +35 |
| 3         | Miguel    | 0     | 2                | 0                  | 2                 | 90           | 120            | -30 |
| 4         | Santi     | 0     | 2                | 0                  | 2                 | 60           | 120            | -60 |

Notes de la 2a Fase
- Santi cau lesionat a la partida del 12/10/11 a Guadassuar quan el resultat era de 40 per 20 a favor d'Álvaro pel que se li concedeixla victòria i els tres punts a aquest darrer i se suspenen les dues partides restants per ser intrascendents.[11]
- Disputen la final els dos primers classificat: Álvaro i Soro III.

Fase Final
| Álvaro | v | Soro III |
| ------ | - | -------- |
| 60     |   | 55       |

 Ciutat de la Pilota
de Montcada

## 2012

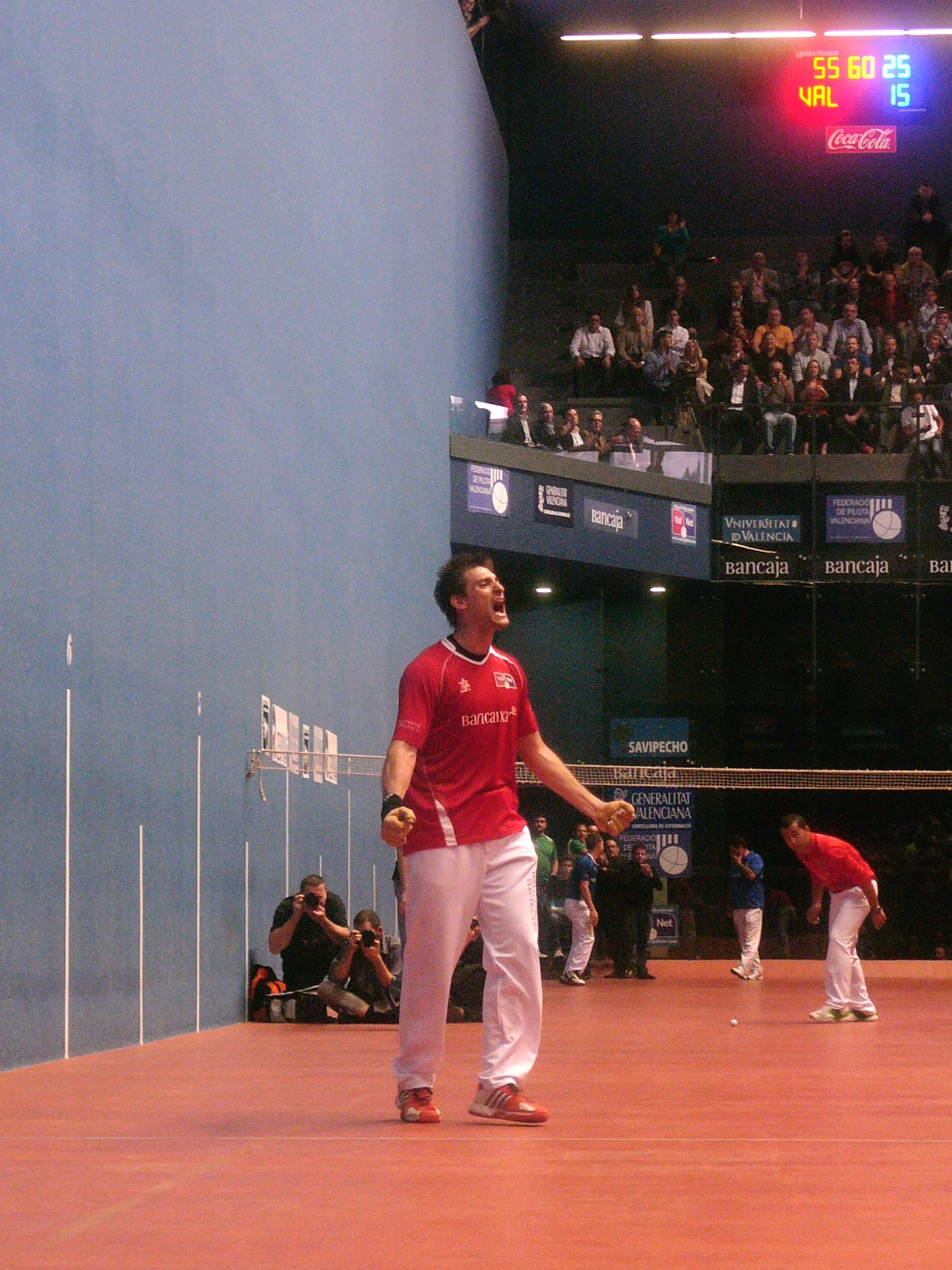
Soro III celebrant la victòria en el moment que guanya el darrer tant

El Trofeu Individual Bancaixa de 2012' fon la vint-i-setena edició. El sistema de competició consistí en una fase prèvia amb quatre partides on huit pilotaris es disputaren quatre places per a la següent ronda de quarts de finals, enfrontant-se als semifinalistes de l'edició anterior (Soro III, Santi, Miguel i Álvaro). En eixa fase es determinaren els quatre jugadors que jugaren les semifinals (en format de lligueta de tots contra tots) i els dos millors classificats que disputaren la gran final.
Fase prèvia
- Genovés II, del Genovés
- Colau, de la Pobla de Vallbona
- Fageca, de València
- Puchol II, de Vinalesa
- Panete, del Genovés
- Rodrigo, de Benidorm
- Santi II, de Silla
- Pablo, de Sella

Quarts de finals
- Soro III, de Massamagrell
- Santi, de Finestrat
- Miguel, de Petrer
- Álvaro, de Faura

Prèvia
| Data     | Trinquet                        | Roig       | Blau     | Resultat |
| -------- | ------------------------------- | ---------- | -------- | -------- |
| 24/09/12 | Baptiste Viñes (Borriana)       | Genovés II | Panete   | 60-25    |
| 24/09/12 | Nou Trinquet de Guadassuar      | Colau      | Rodrigo  | 60-50    |
| 25/09/12 | Alcalde Pérez Devesa (Benidorm) | Fageca     | Santi II | 60-45    |
| 26/09/12 | Salvador Sagols (Vila-real)     | Puchol II  | Pablo    | 60-40    |

Quarts de final
| Data     | Trinquet              | Roig     | Blau       | Resultat |
| -------- | --------------------- | -------- | ---------- | -------- |
| 28/09/12 | Trinquet del Genovés  | Soro III | Genovés II | 60-30    |
| 29/09/12 | Trinquet de Pedreguer | Santi    | Colau      | 60-40    |
| 29/09/12 | Pelayo (València)     | Miguel   | Fageca     | 30-60    |
| 02/10/12 | Eusebio (Sueca)       | Álvaro   | Puchol II  | Suspesa  |

Semifinals
| Data     | Trinquet                    | Roig      | Blau      | Resultat |
| -------- | --------------------------- | --------- | --------- | -------- |
| 05/10/12 | Salvador Sagols (Vila-real) | Soro III  | Puchol II | 60-30    |
| 06/10/12 | Trinquet de Pedreguer       | Santi     | Fageca    | 60-50    |
| 09/10/12 | Tio Pena (Massamagrell)     | Soro III  | Santi     | 60-20    |
| 10/10/12 | Nou Trinquet de Guadassuar  | Puchol II | Fageca    | 45-60    |
| 13/10/12 | Pelayo (València)           | Soro III  | Fageca    | 60-20    |
| 14/10/12 | Trinquet de Bellreguard     | Santi     | Puchol II | 60-25    |

Classificació
| Pilotaire | Pilotaire | Punts | Partides jugades | Partides guanyades | Partides perdudes | Jocs a favor | Jocs en contra | Dif  |
| --------- | --------- | ----- | ---------------- | ------------------ | ----------------- | ------------ | -------------- | ---- |
| 1         | Soro III  | 9     | 3                | 3                  | 0                 | 180          | 75             | +105 |
| 2         | Santi     | 5     | 3                | 2                  | 1                 | 140          | 135            | +5   |
| 3         | Fageca    | 4     | 3                | 1                  | 2                 | 130          | 165            | -35  |
| 4         | Puchol II | 0     | 3                | 0                  | 3                 | 105          | 180            | -75  |

Disputaren la final els dos primers classificat: Soro III i Santi.
Final
| Soro III | v | Santi |
| -------- | - | ----- |
| 60       |   | 25    |

 Ciutat de la Pilotade Montcada

## 2013
El Trofeu Individual Bancaixa de 2013 fon la vint-i-huitena edició del Trofeu Individual Bancaixa d'escala i corda, disputat entre els mesos de setembre i d'octubre d'eixe any, en el qual participaren deu pilotaris: Adrián II, Álvaro, Colau, Fageca, Genovés II, Pablo, Rodrigo, Santi, Santi II i el campió vigent, Soro III, que revalidà el títol.
Pel que fa a l'edició anterior, repetiren tots els pilotaris llevat d'Adrián de Museros, campió de frontó valencià; entre les baixes, Miguel de Petrer, Panete i Puchol II, absents per lesió.
El 20 de setembre del 2013 la Conselleria de Governació i Justícia, el Comité d'Escala i Corda, la Federació de Pilota Valenciana i l'empresa ValNet anunciaren el calendari, els participants i els trinquets del XXVIII a un mes vista de la final, programada per a diumenge 20 d'octubre a la Ciutat de la Pilota de Montcada.
A diferència de l'any anterior, es reduí el nombre de pilotaris i, per tant de partides, però amb un sistema paregut: dos eliminatòries entre els candidats novençans, de les quals els dos guanyadors disputarien els quarts de final; els quatre semifinalistes jugarien tots contra tots en una lligueta, d'on els dos millors pilotaris es tornarien a enfrontar a la final de Montcada.
La primera partida del XXVIII Individual tingué lloc dilluns 22 de setembre al trinquet Batiste Viñes de Borriana, on Rodrigo eliminà Santi II «amb comoditat», 60 per 30. La segona eliminatòria es disputà dimecres 24 de setembre al Nou Trinquet de Guadassuar, en la qual Pablo guanyà 60 per 55 contra Adrián II.
El participant més veterà d'esta edició fon Álvaro, que llavors tenia trenta-nou anys; el més jove, Rodrigo, amb vint anys. Tots jugaven habitualment de rest excepte Santi, un dels pocs mitgers que ha disputat l'Individual:
| any  | figura     | lloc d'origen        | nom i cognoms           | palmarés |
| ---- | ---------- | -------------------- | ----------------------- | -------- |
| 1976 | Adrián II  | Museros              | Adrián Celda García     | [ 18 ]   |
| 1973 | Álvaro     | Faura                | Álvaro Navarro Serra    | 11 · 3   |
| 1982 | Colau      | la Pobla de Vallbona | Hèctor Coll Sebastià    | [ 20 ]   |
| 1987 | Fageca     | València             | Ismael Vidal Soneira    | [ 21 ]   |
| 1981 | Genovés II | el Genovés           | José Cabanes Corcera    | 5        |
| 1992 | Pablo      | Sella                | Pablo Vidal Climent     | [ 23 ]   |
| 1993 | Rodrigo    | Benidorm             | Rodrigo Sebastià Alonso | [ 24 ]   |
| 1985 | Santi      | Finestrat            | Santiago Ortuño Orquín  | 1        |
| 1989 | Santi II   | Silla                | Santiago Cebriá del Rey | [ 26 ]   |
| 1984 | Soro III   | Massamagrell         | Francesc Soro Juan      | 1 · 2    |

Quarts de final
La ronda següent començà divendres 26 de setembre al trinquet Eusebio de Sueca amb dos partides: en la primera, Rodrigo eliminà el subcampió vigent, Santi de Finestrat, 60 per 40; en la segona, Soro III dominà en tot moment i guanyà 60 per 30 contra Pablo. Dos dies després, Álvaro eliminà al trinquet del Pla de l'Arc (Llíria) el seu deixeble, Fageca, amb un resultat ajustat de 60 per 50. El sendemà, Genovés II es classificà després de véncer Colau 60 per 30 al trinquet d'Alzira.
Lligueta de semifinals
Álvaro s'imposà a Rodrigo 60 per 40 en la primera partida de les semifinals, divendres 4 d'octubre al trinquet Salvador Sagols (Vila-real) i, l'endemà, Soro III guanyà Genovés II 60 per 35 al trinquet de Pedreguer, amb la qual cosa Álvaro i Soro estaven a una victòria de passar a la final: dimarts 8, Soro eliminà Rodrigo a Massamagrell en partida sabatera i, el 9 d'octubre, Àlvaro guanyà Jose Genovés al Nou Trinquet de Guadassuar amb un resultat més ajustat, 60 per 50, amb la qual cosa els dos campions individuals es classificaren per aritmètica per a la final i les dues semifinals restants no s'hagueren de disputar.
Final
Les entrades per a la final, que havia de tindre lloc diumenge 20 d'octubre, es varen posar a la venda dilluns 14 d'octubre al preu de vint euros les localitats de l'escala (dins de la canxa) i quinze les de tribuna, galeries i corredor (darrere del metacrilat). En la presentació de la partida als mitjans de comunicació, l'endemà a la seu de la Fundació Bancaixa, els dos finalistes no amagaren que patien sengles malalties: Soro al turmell i Álvaro al muscle, però que disputarien la partida Dijous 17 d'octubre ValNet anuncià que la final s'ajornava al diumenge següent, 27 d'octubre, per la bursitis al muscle d'Álvaro, d'acord amb el que es preveu en el reglament.
La final es disputà diumenge 27 a Montcada i fou retransmesa en directe per Nou Televisió: Soro III dominà des de primera hora i va fer tres jocs seguits (30-15) abans que Álvaro en féra un (30-20); el Soro, molt superior durant tot l'encontre, provocà que Álvaro canviara de sabatilles i de pilota abans d'aplegar a 50 per 20. Àlvaro encara feu tres jocs seguits fins a aplegar a 50 per 35, però Soro tornà a prendre la iniciativa i guanyà 60 per 35.
Soro III rebé el trofeu de mans d'Alberto Fabra, el primer President de la Generalitat Valenciana del Partit Popular que acudia a una final (l'anterior havia sigut Joan Lerma, del PSPV), rebut al trinquet amb xiulits abans de mamprendre la partida.

## 2014
El Trofeu Individual Bancaixa de 2014 fon la vint-i-novena edició del Campionat Individual d'Escala i Corda, disputat entre els mesos de setembre i d'octubre d'eixe any, en el qual participaren deu pilotaris: Álvaro, Fageca, Ferrer, Francés, Genovés II, Miguel, Pablo, Pablo II, Puchol II, Rodrigo, Santi i Soro III, el qual revalidà el títol.
L'1 d'octubre de 2014 es presentà a la Conselleria d'Educació, Cultura i Esport de la Generalitat Valenciana l'edició 29 del Campionat Individual Professional d'Escala i Corda – Trofeu President de la Generalitat Valenciana 2014, nom complet de la competició. A l'acte fou presidit pels responsables de la Conselleria, la Federació de Pilota Valenciana i ValNet, empresa organitzadora. En el moment de la presentació, al Trofeu Individual ja s'havien disputat les partides corresponents a la Fase Prèvia.
A més de l'augment del nombre de pilotaires participants (dos més), la principal diferència respecte a l'edició anterior se situà a la Fase Prèvia eliminatòria on dos caps de sèrie esperaven a enfrontar-se als dos guanyadors de dues partides prèvies. D'aquesta fase passaren dos pilotaris cap a la següent Fase de Quarts de Final; els quatre semifinalistes jugarien tots contra tots en una lligueta, d'on els dos millors pilotaris es tornarien a enfrontar a la final de Montcada.
El participant més veterà d'esta edició fon Álvaro de Faura, que llavors tenia quaranta anys; el més jove, Francés, amb díhuit anys. Tots jugaven habitualment de rest excepte Santi, un dels pocs mitgers o punters que ha disputat l'Individual:
| n.   | figura     | lloc d'origen | nom i cognoms              | palmarés |
| ---- | ---------- | ------------- | -------------------------- | -------- |
| 1973 | Álvaro     | Faura         | Álvaro Navarro Serra       | 11 · 3   |
| 1987 | Fageca     | València      | Ismael Vidal Soneira       | [ 45 ]   |
| 1994 | Ferrer     | Llíber        | Santiago Ferrer Reus       |          |
| 1996 | Francés    | Petrer        | Álvaro José Francés        |          |
| 1981 | Genovés II | el Genovés    | José Cabanes Corcera       | 5        |
| 1980 | Miguel     | Petrer        | Miguel González Marí       | 1 · 1    |
| 1992 | Pablo      | Sella         | Pablo Vidal Climent        | [ 48 ]   |
| 1993 | Pablo II   | Borriol       | Pablo Linares              |          |
| 1991 | Puchol II  | Vinalesa      | F. Xavier Puchol Catalunya | [ 49 ]   |
| 1993 | Rodrigo    | Benidorm      | Rodrigo Sebastià Alonso    | [ 50 ]   |
| 1985 | Santi      | Finestrat     | Santiago Ortuño Orquín     | 1        |
| 1984 | Soro III   | Massamagrell  | Francesc Soro Juan         | 2 · 2    |

Fase prèvia (eliminatòries)
La primera partida del XXIX Individual tingué lloc al Trinquet de Pedreguer el dissabte 20 de setembre on Pablo de Sella eliminà a Ferrer de Llíber amb el resultat de 60 a 40. Pablo caigué eliminat de la fase davant Miguel de Petrer al Trinquet de Vilamarxant el 26 de setembre en una partida on l'excampió individual Miguel guanyà per un contundent 60 per 15.
L'altre enfrontament previ es disputà al Trinquet Batiste Viñes de Borriana el 22 de setembre entre Francés de Petrer i Pablo II de Borriol. Guanyà el primer amb un 60 a 40, victòria considerada meritosa pel fet que Francés s'enfrontava a un rival que jugava a un trinquet propici a Pablo II. Francés cauria eliminat de la fase jugant front a Santi de Finestrat, el 26 de setembre al Trinquet Eusebio de Sueca pel resultat també aclaparador de 60 per 15. Així els dos classificats per a la següent Fase de Quarts de Final foren Miguel de Petrer i Santi de Finestrat.
Quarts de final
La ronda següent supossà l'entrada a la competició de tots els pilotaris participants que s'enfrontaren en partida única encreuats per sorteig. La fase començà divendres 3 d'octubre al Trinquet de Genovés on Miguel de Petrer derrotà a Rodrigo de Benidorm amb un 60 a 35 certificant així el seu pas a la lligueta de semifinals. Un dia després, el dissabte 4 d'octubre, Puchol II de Vinalesa eliminà a Álvaro de Faura al Trinquet de Pedreguer per un 60 a 40. Les dues eliminatòries restants es resolgueren el diumenge 5 d'octubre al Trinquet d'Alzira. En la primera Soro III de Massamagrell superava a Santi de Finestrat 60 per 30 i a continuació Fageca de València eliminava a Genovés II amb un 60 per 30.
Lligueta de semifinals
El 9 d'octubre obria la fase amb la partida que enfrontava el vigent campió Soro III a Fageca al Trinquet de Bellreguard, on guanyà el primer amb un 60-35. Puchol II feu el mateix un dia després (10 d'octubre) davant Miguel amb un 60 per 30 al Trinquet de Vila-real. El Trinquet Tio Pena de Massamagrell veia tornar a guanyar al seu ídol local Soro davant Miguel el 14 d'octubre. Esta vegada però amb un resultat més ajustat (60 a 55) el que feia sumar el primer punt al de Petrer. La partida disputada al Nou Trinquet de Guadassuar el 15 d'octubre igualava la classificació de la fase després de la victòria de Fageca davant Puchol II amb un 60-45.
El dissabte 18 d'octubre fou una jornada doble, on es jugava la configuració del cartell de la gran final del Trofeu. Soro III que ocupava la primera posició de la classificació amb 5 punts era el que més opcions tenia d'accedir a la cita de Montcada. L'enfrontament amb Puchol II a Pedreguer resultava determinant per al segon, que empatat a 3 punts amb Fageca necessitava la victòria. De la mateixa manera que Miguel, amb només un punt, també tenia opcions d'arribar a la Final si era capaç de guanyar a Fageca al Trinquet de Pelayo i es donava la situació que Puchol no aconseguia puntuar a la seua respectiva partida.
L'organització del torneig va programar les partides del dissabte 18 d'octubre en el mateix horari per tal que les múltiples combinacions de resultats augmentaren la tensió dels enfrontaments. La "vesprada dels whattsapp", tal com fou batejada la jornada, es decantà a favor de Soro III que guanyà a Puchol II per un 60 a 50, i de Fageca que deixà a Miguel sense encetar el seu marcador (60 per 15).
Final

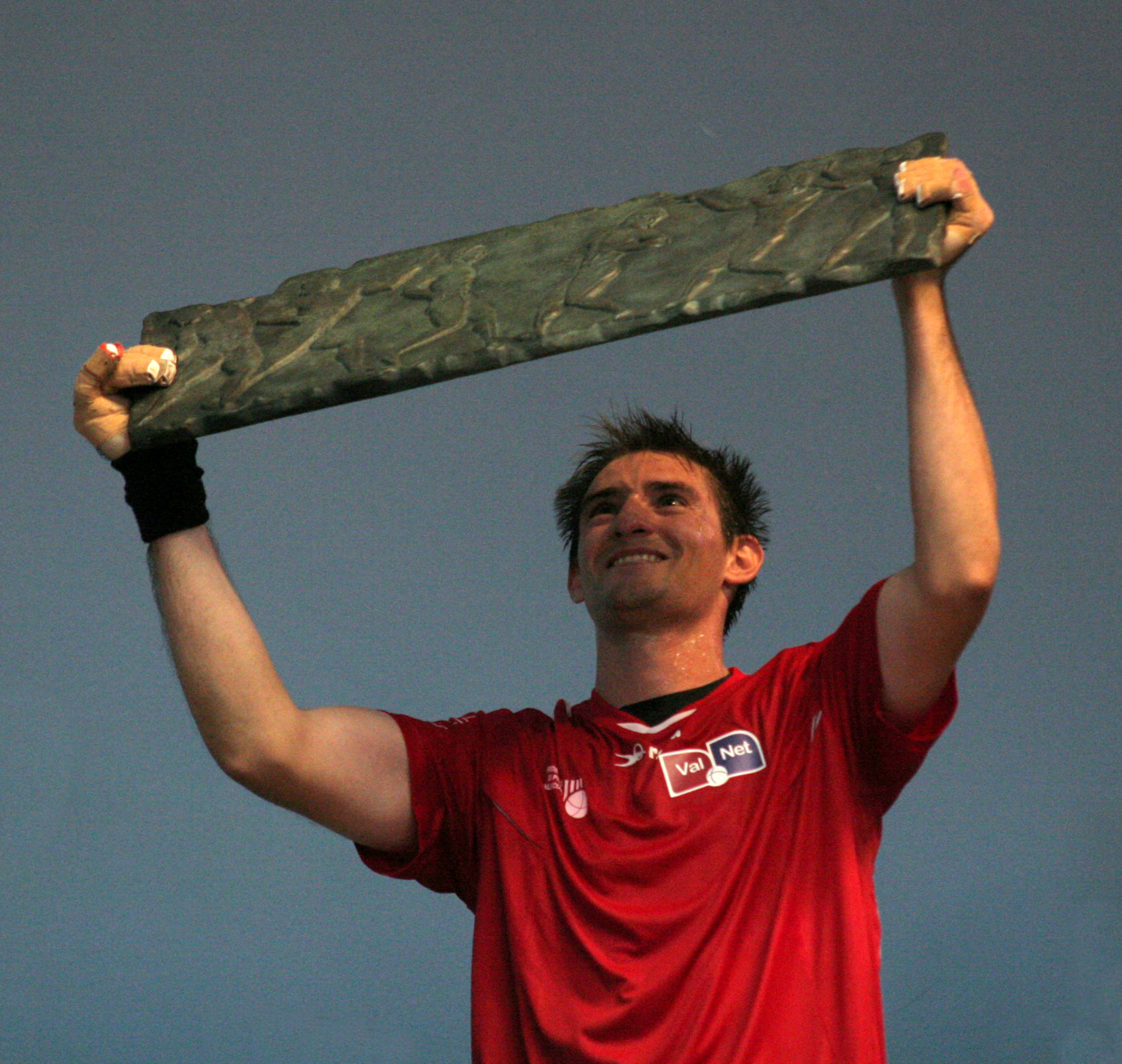
Soro III alça el Fris grec al palquet del Trinquet de la Ciutat de la Pilota després de guanyar el campionat

El dimarts 21 d'octubre es presentava en acte oficial la gran final, altra vegada a la Conselleria amb els dos jugadors finalistes: Soro III de Massamagrell i Fageca de València. El cost de les entrades fou de 20 euros, per a tribuna, galeries i corredor, i 25 euros per a l'escala. Era la primera Final de l'Individual que no anava a comtar amb la presència de les càmeres de la televisió pública valenciana RTVV i els mitjans de comunicació especialitzats acordaren difondre la cita mitjançant les xarxes socials amb la utilització del hashtag o etiqueta #finalindividualEiC.
La final es disputà com estava previst el diumenge 26 d'octubre al trinquet de la Ciutat de la Pilota de Montcada (l'Horta Nord). S'iniciava la partida amb "la revallada", favorable a Soro III que trià començar fent el dau, mentre que Fagecà elegí a Pedrito com a feridor pel que Oltra aniria amb Soro. El pilotari de Massamagrell començà fent tres jocs seguits posant el 30 per 15 al seu favor. Moment en el qual Fageca va fer el seu primer joc, des del dau (20 per 30) i no tornaria a puntuar fins que tornara al dau (40 per 25). Soro III accelerà el seu joc col·locant el 55 per 25 al marcador. Fageca pogué sumar un joc més, però no fou prou per a arrabassar-li el trofeu de Campió Individual a Soro III amb el resultat final de 60 per 30.
El president de la Generalitat Valenciana Alberto Fabra, que assistí a la final i fou rebut amb xiulits pel públic assistent, lliurà el trofeu a Soro III: en tractar-se del tercer campionat consecutiu aconseguit pel massamagrellenc, li fou atorgat el Fris grec que representa uns jugadors de Pilota en l'antiguitat.

## 2018
|  | Vuitens de final                    | Vuitens de final                   |                                     |    | Quarts de final | Quarts de final |  |  | Semifinals | Semifinals |  |  | Final | Final |
|  |                                     |                                    |                                     |    |                 |                 |  |  |            |            |  |  |       |       |
|  | Vila-real, divendres 5 d'octubre    |                                    |                                     |    |                 |                 |  |  |            |            |  |  |       |       |
|  |                                     |                                    |                                     |    |                 |                 |  |  |            |            |  |  |       |       |
|  | Santi                               | 50                                 |                                     |    |                 |                 |  |  |            |            |  |  |       |       |
|  | Santi                               | 50                                 | Massamagrell, dimarts 16 d'octubre  |    |                 |                 |  |  |            |            |  |  |       |       |
|  | Pere                                | 60                                 |                                     |    |                 |                 |  |  |            |            |  |  |       |       |
|  | Pere                                | 60                                 | Francés                             | 45 |                 |                 |  |  |            |            |  |  |       |       |
|  | Guadassuar, dimecres 10 d'octubre   |                                    | Francés                             | 45 |                 |                 |  |  |            |            |  |  |       |       |
|  |                                     | Pere                               | 60                                  |    |                 |                 |  |  |            |            |  |  |       |       |
|  | Soro III                            | Pere                               | 60                                  | 45 |                 |                 |  |  |            |            |  |  |       |       |
|  | Soro III                            |                                    | Vilamarxant, divendres 26 d'octubre | 45 |                 |                 |  |  |            |            |  |  |       |       |
|  | Francés                             | 60                                 |                                     |    |                 |                 |  |  |            |            |  |  |       |       |
|  | Francés                             | 60                                 | Puchol II                           | 60 |                 |                 |  |  |            |            |  |  |       |       |
|  | Dénia, diumenge 14 d'octubre        |                                    | Puchol II                           | 60 |                 |                 |  |  |            |            |  |  |       |       |
|  |                                     | Pere                               | 50                                  |    |                 |                 |  |  |            |            |  |  |       |       |
|  | Genovés II                          | Pere                               | 50                                  | 60 |                 |                 |  |  |            |            |  |  |       |       |
|  | Genovés II                          | Vila-real, diumenge 21 d'octubre   |                                     | 60 |                 |                 |  |  |            |            |  |  |       |       |
|  | Ferrer                              | 35                                 |                                     |    |                 |                 |  |  |            |            |  |  |       |       |
|  | Ferrer                              | 35                                 | Puchol II                           | 60 |                 |                 |  |  |            |            |  |  |       |       |
|  | Dénia, diumenge 14 d'octubre        |                                    | Puchol II                           | 60 |                 |                 |  |  |            |            |  |  |       |       |
|  |                                     | Genovés                            | 35                                  |    |                 |                 |  |  |            |            |  |  |       |       |
|  | Puchol II                           | Genovés                            | 35                                  | 60 |                 |                 |  |  |            |            |  |  |       |       |
|  | Puchol II                           |                                    | Pelayo, diumenge 4 de novembre      | 60 |                 |                 |  |  |            |            |  |  |       |       |
|  | Monrabal                            | 15                                 |                                     |    |                 |                 |  |  |            |            |  |  |       |       |
|  | Monrabal                            | 15                                 | Puchol II                           | 60 |                 |                 |  |  |            |            |  |  |       |       |
|  | Borriana, dilluns 8 d'octubre       |                                    | Puchol II                           | 60 |                 |                 |  |  |            |            |  |  |       |       |
|  |                                     | Pere Roc II                        | 55                                  |    |                 |                 |  |  |            |            |  |  |       |       |
|  | Fageca                              | Pere Roc II                        | 55                                  | 40 |                 |                 |  |  |            |            |  |  |       |       |
|  | Fageca                              | Sueca, diumenge 21 d'octubre       |                                     | 40 |                 |                 |  |  |            |            |  |  |       |       |
|  | Nacho                               | 60                                 |                                     |    |                 |                 |  |  |            |            |  |  |       |       |
|  | Nacho                               | 60                                 | Nacho                               | 30 |                 |                 |  |  |            |            |  |  |       |       |
|  | Vilamarxant, divendres 12 d'octubre |                                    | Nacho                               | 30 |                 |                 |  |  |            |            |  |  |       |       |
|  |                                     | Bueno                              | 60                                  |    |                 |                 |  |  |            |            |  |  |       |       |
|  | Bueno                               | Bueno                              | 60                                  | 60 |                 |                 |  |  |            |            |  |  |       |       |
|  | Bueno                               |                                    | Bellreguard, diumenge 28 d'octubre  | 60 |                 |                 |  |  |            |            |  |  |       |       |
|  | Salva                               | 40                                 |                                     |    |                 |                 |  |  |            |            |  |  |       |       |
|  | Salva                               | 40                                 | Pere Roc II                         | 60 |                 |                 |  |  |            |            |  |  |       |       |
|  | Pedreguer, dissabte 13 d'octubre    |                                    | Pere Roc II                         | 60 |                 |                 |  |  |            |            |  |  |       |       |
|  |                                     | Bueno                              | 55                                  |    |                 |                 |  |  |            |            |  |  |       |       |
|  | Pere Roc II                         | Bueno                              | 55                                  | 60 |                 |                 |  |  |            |            |  |  |       |       |
|  | Pere Roc II                         | Massamagrell, dimarts 23 d'octubre |                                     | 60 |                 |                 |  |  |            |            |  |  |       |       |
|  | Pablo                               | 20                                 |                                     |    |                 |                 |  |  |            |            |  |  |       |       |
|  | Pablo                               | 20                                 | Pere Roc II                         | 60 |                 |                 |  |  |            |            |  |  |       |       |
|  | Bellreguard, diumenge 14 d'octubre  |                                    | Pere Roc II                         | 60 |                 |                 |  |  |            |            |  |  |       |       |
|  |                                     | De la Vega                         | 55                                  |    |                 |                 |  |  |            |            |  |  |       |       |
|  | De la Vega                          | De la Vega                         | 55                                  | 60 |                 |                 |  |  |            |            |  |  |       |       |
|  | De la Vega                          |                                    |                                     | 60 |                 |                 |  |  |            |            |  |  |       |       |
|  | Giner                               | 20                                 |                                     |    |                 |                 |  |  |            |            |  |  |       |       |
|  | Giner                               | 20                                 |                                     |    |                 |                 |  |  |            |            |  |  |       |       |

## 2019

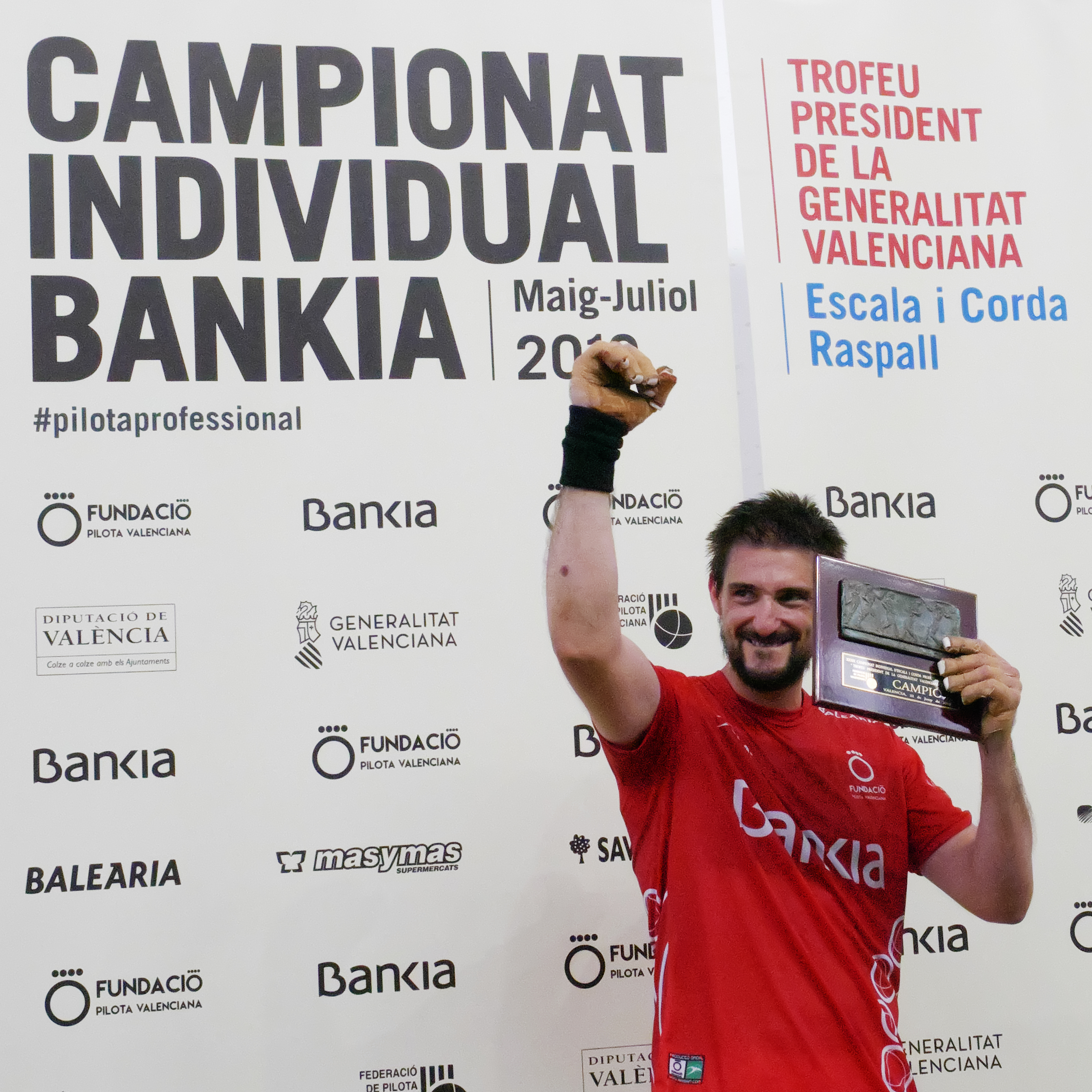
Soro III, amb la Feninde

|  | Vuitens de final                 | Vuitens de final               |                                  |    | Quarts de final | Quarts de final |  |  | Semifinals | Semifinals |  |  | Final | Final |
|  |                                  |                                |                                  |    |                 |                 |  |  |            |            |  |  |       |       |
|  | Massamagrell, dimarts 28 de maig |                                |                                  |    |                 |                 |  |  |            |            |  |  |       |       |
|  |                                  |                                |                                  |    |                 |                 |  |  |            |            |  |  |       |       |
|  | Soro III                         | 60                             |                                  |    |                 |                 |  |  |            |            |  |  |       |       |
|  | Soro III                         | 60                             | Vilamarxant, divendres 7 de juny |    |                 |                 |  |  |            |            |  |  |       |       |
|  | Nacho                            | 45                             |                                  |    |                 |                 |  |  |            |            |  |  |       |       |
|  | Nacho                            | 45                             | Pere Roc II                      | 45 |                 |                 |  |  |            |            |  |  |       |       |
|  | Borriana, diumenge 2 de juny     |                                | Pere Roc II                      | 45 |                 |                 |  |  |            |            |  |  |       |       |
|  |                                  | Soro III                       | 60                               |    |                 |                 |  |  |            |            |  |  |       |       |
|  | Pere Roc II                      | Soro III                       | 60                               | 60 |                 |                 |  |  |            |            |  |  |       |       |
|  | Pere Roc II                      |                                | Guadassuar, diumenge 16 de juny  | 60 |                 |                 |  |  |            |            |  |  |       |       |
|  | Salva Palau                      | 45                             |                                  |    |                 |                 |  |  |            |            |  |  |       |       |
|  | Salva Palau                      | 45                             | Soro III                         | 60 |                 |                 |  |  |            |            |  |  |       |       |
|  | Pedreguer, dissabte 1r de juny   |                                | Soro III                         | 60 |                 |                 |  |  |            |            |  |  |       |       |
|  |                                  | Francés                        | 55                               |    |                 |                 |  |  |            |            |  |  |       |       |
|  | Francés                          | Francés                        | 55                               | 60 |                 |                 |  |  |            |            |  |  |       |       |
|  | Francés                          | Dénia, divendres 7 de juny     |                                  | 60 |                 |                 |  |  |            |            |  |  |       |       |
|  | Álvaro                           | 25                             |                                  |    |                 |                 |  |  |            |            |  |  |       |       |
|  | Álvaro                           | 25                             | Pere                             | 55 |                 |                 |  |  |            |            |  |  |       |       |
|  | Bellreguard, diumenge 2 de juny  |                                | Pere                             | 55 |                 |                 |  |  |            |            |  |  |       |       |
|  |                                  | Francés                        | 60                               |    |                 |                 |  |  |            |            |  |  |       |       |
|  | Pere                             | Francés                        | 60                               | 60 |                 |                 |  |  |            |            |  |  |       |       |
|  | Pere                             |                                | Pelayo, dissabte 22 de juny      | 60 |                 |                 |  |  |            |            |  |  |       |       |
|  | Pablo                            | 40                             |                                  |    |                 |                 |  |  |            |            |  |  |       |       |
|  | Pablo                            | 40                             | Soro III                         | 60 |                 |                 |  |  |            |            |  |  |       |       |
|  | Pelayo, dijous 30 de maig        |                                | Soro III                         | 60 |                 |                 |  |  |            |            |  |  |       |       |
|  |                                  | Genovés II                     | 55                               |    |                 |                 |  |  |            |            |  |  |       |       |
|  | De la Vega                       | Genovés II                     | 55                               | 60 |                 |                 |  |  |            |            |  |  |       |       |
|  | De la Vega                       | Guadassuar, dimecres 5 de juny |                                  | 60 |                 |                 |  |  |            |            |  |  |       |       |
|  | Jesús Saiz                       | 50                             |                                  |    |                 |                 |  |  |            |            |  |  |       |       |
|  | Jesús Saiz                       | 50                             | De la Vega                       | 35 |                 |                 |  |  |            |            |  |  |       |       |
|  | Vila-real, divendres 31 de maig  |                                | De la Vega                       | 35 |                 |                 |  |  |            |            |  |  |       |       |
|  |                                  | J. Salvador                    | 60                               |    |                 |                 |  |  |            |            |  |  |       |       |
|  | Bueno                            | J. Salvador                    | 60                               | 35 |                 |                 |  |  |            |            |  |  |       |       |
|  | Bueno                            |                                | Vila-real, divendres 14 de juny  | 35 |                 |                 |  |  |            |            |  |  |       |       |
|  | J. Salvador                      | 60                             |                                  |    |                 |                 |  |  |            |            |  |  |       |       |
|  | J. Salvador                      | 60                             | Genovés II                       | 60 |                 |                 |  |  |            |            |  |  |       |       |
|  | Pelayo, dissabte 1r de juny      |                                | Genovés II                       | 60 |                 |                 |  |  |            |            |  |  |       |       |
|  |                                  | J. Salvador                    | 30                               |    |                 |                 |  |  |            |            |  |  |       |       |
|  | Puchol II                        | J. Salvador                    | 30                               | 60 |                 |                 |  |  |            |            |  |  |       |       |
|  | Puchol II                        | Sueca, diumenge 9 de juny      |                                  | 60 |                 |                 |  |  |            |            |  |  |       |       |
|  | Marc                             | 35                             |                                  |    |                 |                 |  |  |            |            |  |  |       |       |
|  | Marc                             | 35                             | Puchol II                        | 45 |                 |                 |  |  |            |            |  |  |       |       |
|  | Xàbia, diumenge 2 de juny        |                                | Puchol II                        | 45 |                 |                 |  |  |            |            |  |  |       |       |
|  |                                  | Genovés II                     | 60                               |    |                 |                 |  |  |            |            |  |  |       |       |
|  | Genovés II                       | Genovés II                     | 60                               | 60 |                 |                 |  |  |            |            |  |  |       |       |
|  | Genovés II                       |                                |                                  | 60 |                 |                 |  |  |            |            |  |  |       |       |
|  | Santi                            | 40                             |                                  |    |                 |                 |  |  |            |            |  |  |       |       |
|  | Santi                            | 40                             |                                  |    |                 |                 |  |  |            |            |  |  |       |       |

## 2020
|  | Vuitens de final                    | Vuitens de final                |                                 |    | Quarts de final | Quarts de final |  |  | Semifinals | Semifinals |  |  | Final | Final |
|  |                                     |                                 |                                 |    |                 |                 |  |  |            |            |  |  |       |       |
|  | Pelayo, dimecres 11 de novembre     |                                 |                                 |    |                 |                 |  |  |            |            |  |  |       |       |
|  |                                     |                                 |                                 |    |                 |                 |  |  |            |            |  |  |       |       |
|  | Puchol II                           | 60                              |                                 |    |                 |                 |  |  |            |            |  |  |       |       |
|  | Puchol II                           | 60                              | Pelayo, dissabte 21 de novembre |    |                 |                 |  |  |            |            |  |  |       |       |
|  | Marc                                | 30                              |                                 |    |                 |                 |  |  |            |            |  |  |       |       |
|  | Marc                                | 30                              | Puchol II                       | 60 |                 |                 |  |  |            |            |  |  |       |       |
|  | Vilamarxant, divendres 6 novembre   |                                 | Puchol II                       | 60 |                 |                 |  |  |            |            |  |  |       |       |
|  |                                     | Santi                           | 20                              |    |                 |                 |  |  |            |            |  |  |       |       |
|  | Pere                                | Santi                           | 20                              | 50 |                 |                 |  |  |            |            |  |  |       |       |
|  | Pere                                |                                 | Dénia, dimecres 25 de novembre  | 50 |                 |                 |  |  |            |            |  |  |       |       |
|  | Santi                               | 60                              |                                 |    |                 |                 |  |  |            |            |  |  |       |       |
|  | Santi                               | 60                              | Puchol II                       | 60 |                 |                 |  |  |            |            |  |  |       |       |
|  | Pelayo, dimarts 10 de novembre      |                                 | Puchol II                       | 60 |                 |                 |  |  |            |            |  |  |       |       |
|  |                                     | Salva Palau                     | 25                              |    |                 |                 |  |  |            |            |  |  |       |       |
|  | Genovés II                          | Salva Palau                     | 25                              | 60 |                 |                 |  |  |            |            |  |  |       |       |
|  | Genovés II                          | Pelayo, dijous 19 de novembre   |                                 | 60 |                 |                 |  |  |            |            |  |  |       |       |
|  | Álvaro Gimeno                       | 40                              |                                 |    |                 |                 |  |  |            |            |  |  |       |       |
|  | Álvaro Gimeno                       | 40                              | Genovés II                      | 55 |                 |                 |  |  |            |            |  |  |       |       |
|  |                                     |                                 | Genovés II                      | 55 |                 |                 |  |  |            |            |  |  |       |       |
|  |                                     | Salva Palau                     | 60                              |    |                 |                 |  |  |            |            |  |  |       |       |
|  | Salva Palau                         | Salva Palau                     | 60                              | 60 |                 |                 |  |  |            |            |  |  |       |       |
|  | Salva Palau                         |                                 | Pelayo, dissabte 5 de desembre  | 60 |                 |                 |  |  |            |            |  |  |       |       |
|  | Pablo de Sella                      | [ 69 ]                          |                                 |    |                 |                 |  |  |            |            |  |  |       |       |
|  | Pablo de Sella                      | [ 69 ]                          | Puchol II                       | 60 |                 |                 |  |  |            |            |  |  |       |       |
|  | Vila-real, divendres 30 d'octubre   |                                 | Puchol II                       | 60 |                 |                 |  |  |            |            |  |  |       |       |
|  |                                     | De la Vega                      | 25                              |    |                 |                 |  |  |            |            |  |  |       |       |
|  | De la Vega                          | De la Vega                      | 25                              | 60 |                 |                 |  |  |            |            |  |  |       |       |
|  | De la Vega                          | Pelayo, dijous 19 de novembre   |                                 | 60 |                 |                 |  |  |            |            |  |  |       |       |
|  | Mario                               | 35                              |                                 |    |                 |                 |  |  |            |            |  |  |       |       |
|  | Mario                               | 35                              | Pere Roc II                     | 55 |                 |                 |  |  |            |            |  |  |       |       |
|  | Pelayo, dimecres 11 de novembre     |                                 | Pere Roc II                     | 55 |                 |                 |  |  |            |            |  |  |       |       |
|  |                                     | José Salvador                   | 60                              |    |                 |                 |  |  |            |            |  |  |       |       |
|  | Soro III                            | José Salvador                   | 60                              | 55 |                 |                 |  |  |            |            |  |  |       |       |
|  | Soro III                            |                                 | Dénia, dimecres 25 de novembre  | 55 |                 |                 |  |  |            |            |  |  |       |       |
|  | Giner                               | 60                              |                                 |    |                 |                 |  |  |            |            |  |  |       |       |
|  | Giner                               | 60                              | De la Vega                      | 60 |                 |                 |  |  |            |            |  |  |       |       |
|  | Bellreguard, diumenge 1 de novembre |                                 | De la Vega                      | 60 |                 |                 |  |  |            |            |  |  |       |       |
|  |                                     | José Salvador                   | 55                              |    |                 |                 |  |  |            |            |  |  |       |       |
|  | J. Salvador                         | José Salvador                   | 55                              | 60 |                 |                 |  |  |            |            |  |  |       |       |
|  | J. Salvador                         | Pelayo, dissabte 21 de novembre |                                 | 60 |                 |                 |  |  |            |            |  |  |       |       |
|  | Pablo de Sella                      | 15                              |                                 |    |                 |                 |  |  |            |            |  |  |       |       |
|  | Pablo de Sella                      | 15                              | De la Vega                      | 60 |                 |                 |  |  |            |            |  |  |       |       |
|  | Dénia, divendres 6 de novembre      |                                 | De la Vega                      | 60 |                 |                 |  |  |            |            |  |  |       |       |
|  |                                     | Giner                           | 35                              |    |                 |                 |  |  |            |            |  |  |       |       |
|  | Pere Roc II                         | Giner                           | 35                              | 60 |                 |                 |  |  |            |            |  |  |       |       |
|  | Pere Roc II                         |                                 |                                 | 60 |                 |                 |  |  |            |            |  |  |       |       |
|  | Nacho                               | 40                              |                                 |    |                 |                 |  |  |            |            |  |  |       |       |
|  | Nacho                               | 40                              |                                 |    |                 |                 |  |  |            |            |  |  |       |       |

## 2021[calcitació]
|  | Vuitens de final                  | Vuitens de final                  |                                 |    | Quarts de final | Quarts de final |  |  | Semifinals | Semifinals |  |  | Final | Final |
|  |                                   |                                   |                                 |    |                 |                 |  |  |            |            |  |  |       |       |
|  | Sueca, divendres 4 de juny        |                                   |                                 |    |                 |                 |  |  |            |            |  |  |       |       |
|  |                                   |                                   |                                 |    |                 |                 |  |  |            |            |  |  |       |       |
|  | Puchol II                         | 60                                |                                 |    |                 |                 |  |  |            |            |  |  |       |       |
|  | Puchol II                         | 60                                | Pedreguer, dissabte 12 de juny  |    |                 |                 |  |  |            |            |  |  |       |       |
|  | Guillermo                         | 35                                |                                 |    |                 |                 |  |  |            |            |  |  |       |       |
|  | Guillermo                         | 35                                | Puchol II                       | 60 |                 |                 |  |  |            |            |  |  |       |       |
|  | Pedreguer, dissabte 5 de juny     |                                   | Puchol II                       | 60 |                 |                 |  |  |            |            |  |  |       |       |
|  |                                   | Giner                             | 40                              |    |                 |                 |  |  |            |            |  |  |       |       |
|  | Giner                             | Giner                             | 40                              | 60 |                 |                 |  |  |            |            |  |  |       |       |
|  | Giner                             |                                   | Vila-real, divendres 18 de juny | 60 |                 |                 |  |  |            |            |  |  |       |       |
|  | Kruithof                          | 30                                |                                 |    |                 |                 |  |  |            |            |  |  |       |       |
|  | Kruithof                          | 30                                | Puchol II                       | 60 |                 |                 |  |  |            |            |  |  |       |       |
|  | Vila-real, divendres 4 de juny    |                                   | Puchol II                       | 60 |                 |                 |  |  |            |            |  |  |       |       |
|  |                                   | José Salvador                     | 40                              |    |                 |                 |  |  |            |            |  |  |       |       |
|  | Genovés II                        | José Salvador                     | 40                              | 60 |                 |                 |  |  |            |            |  |  |       |       |
|  | Genovés II                        | Dénia, diumenge 13 de juny        |                                 | 60 |                 |                 |  |  |            |            |  |  |       |       |
|  | Jesús Saiz                        | 45                                |                                 |    |                 |                 |  |  |            |            |  |  |       |       |
|  | Jesús Saiz                        | 45                                | Genovés II                      | 55 |                 |                 |  |  |            |            |  |  |       |       |
|  | Pelayo, dissabte 5 de juny        |                                   | Genovés II                      | 55 |                 |                 |  |  |            |            |  |  |       |       |
|  |                                   | José Salvador                     | 60                              |    |                 |                 |  |  |            |            |  |  |       |       |
|  | José Salvador                     | José Salvador                     | 60                              | 60 |                 |                 |  |  |            |            |  |  |       |       |
|  | José Salvador                     |                                   | Pelayo, dissabte 26 de juny     | 60 |                 |                 |  |  |            |            |  |  |       |       |
|  | Pablo de Sella                    | 45                                |                                 |    |                 |                 |  |  |            |            |  |  |       |       |
|  | Pablo de Sella                    | 45                                | Puchol II                       | 60 |                 |                 |  |  |            |            |  |  |       |       |
|  | Sueca, divendres 28 de maig       |                                   | Puchol II                       | 60 |                 |                 |  |  |            |            |  |  |       |       |
|  |                                   | De la Vega                        | 50                              |    |                 |                 |  |  |            |            |  |  |       |       |
|  | De la Vega                        | De la Vega                        | 50                              | 60 |                 |                 |  |  |            |            |  |  |       |       |
|  | De la Vega                        | Massamagrell, diumenge 13 de juny |                                 | 60 |                 |                 |  |  |            |            |  |  |       |       |
|  | Lostado                           | 20                                |                                 |    |                 |                 |  |  |            |            |  |  |       |       |
|  | Lostado                           | 20                                | De la Vega                      | 60 |                 |                 |  |  |            |            |  |  |       |       |
|  | Xàbia, diumenge 30 de juny        |                                   | De la Vega                      | 60 |                 |                 |  |  |            |            |  |  |       |       |
|  |                                   | Soro III                          | 40                              |    |                 |                 |  |  |            |            |  |  |       |       |
|  | Santi                             | Soro III                          | 40                              | 40 |                 |                 |  |  |            |            |  |  |       |       |
|  | Santi                             |                                   | Pelayo, dissabte 19 de juny     | 40 |                 |                 |  |  |            |            |  |  |       |       |
|  | Soro III                          | 60                                |                                 |    |                 |                 |  |  |            |            |  |  |       |       |
|  | Soro III                          | 60                                | De la Vega                      | 60 |                 |                 |  |  |            |            |  |  |       |       |
|  | Vilamarxant, divendres 28 de maig |                                   | De la Vega                      | 60 |                 |                 |  |  |            |            |  |  |       |       |
|  |                                   | Pere Roc II                       | 45                              |    |                 |                 |  |  |            |            |  |  |       |       |
|  | Pere Roc II                       | Pere Roc II                       | 45                              | 60 |                 |                 |  |  |            |            |  |  |       |       |
|  | Pere Roc II                       | Guadassuar, dimecres 9 de juny    |                                 | 60 |                 |                 |  |  |            |            |  |  |       |       |
|  | Álvaro G                          | 20                                |                                 |    |                 |                 |  |  |            |            |  |  |       |       |
|  | Álvaro G                          | 20                                | Pere Roc II                     | 60 |                 |                 |  |  |            |            |  |  |       |       |
|  | Pelayo, dissabte 29 de maig       |                                   | Pere Roc II                     | 60 |                 |                 |  |  |            |            |  |  |       |       |
|  |                                   | Marc                              | 50                              |    |                 |                 |  |  |            |            |  |  |       |       |
|  | Salva Palau                       | Marc                              | 50                              | 40 |                 |                 |  |  |            |            |  |  |       |       |
|  | Salva Palau                       |                                   |                                 | 40 |                 |                 |  |  |            |            |  |  |       |       |
|  | Marc                              | 60                                |                                 |    |                 |                 |  |  |            |            |  |  |       |       |
|  | Marc                              | 60                                |                                 |    |                 |                 |  |  |            |            |  |  |       |       |

## 2022[71]
|  | Vuitens de final                | Vuitens de final                  |                                  |    | Quarts de final | Quarts de final |  |  | Semifinals | Semifinals |  |  | Final | Final |
|  |                                 |                                   |                                  |    |                 |                 |  |  |            |            |  |  |       |       |
|  | Pelayo, dissabte 28 de maig     |                                   |                                  |    |                 |                 |  |  |            |            |  |  |       |       |
|  |                                 |                                   |                                  |    |                 |                 |  |  |            |            |  |  |       |       |
|  | Puchol II                       | 60                                |                                  |    |                 |                 |  |  |            |            |  |  |       |       |
|  | Puchol II                       | 60                                | Massamagrell, dimarts 14 de juny |    |                 |                 |  |  |            |            |  |  |       |       |
|  | Salva Palau                     | 45                                |                                  |    |                 |                 |  |  |            |            |  |  |       |       |
|  | Salva Palau                     | 45                                | Puchol II                        | 60 |                 |                 |  |  |            |            |  |  |       |       |
|  | Sueca, divendres 3 de juny      |                                   | Puchol II                        | 60 |                 |                 |  |  |            |            |  |  |       |       |
|  |                                 | Giner                             | 35                               |    |                 |                 |  |  |            |            |  |  |       |       |
|  | Giner                           | Giner                             | 35                               | 60 |                 |                 |  |  |            |            |  |  |       |       |
|  | Giner                           |                                   | Guadassuar, diumenge 19 de juny  | 60 |                 |                 |  |  |            |            |  |  |       |       |
|  | Bueno                           | 45                                |                                  |    |                 |                 |  |  |            |            |  |  |       |       |
|  | Bueno                           | 45                                | Puchol II                        | 60 |                 |                 |  |  |            |            |  |  |       |       |
|  | Dénia, diumenge 29 de maig      |                                   | Puchol II                        | 60 |                 |                 |  |  |            |            |  |  |       |       |
|  |                                 | Pere Roc II                       | 50                               |    |                 |                 |  |  |            |            |  |  |       |       |
|  | Genovés II                      | Pere Roc II                       | 50                               | 60 |                 |                 |  |  |            |            |  |  |       |       |
|  | Genovés II                      | Pedreguer, dissabte 11 de juny    |                                  | 60 |                 |                 |  |  |            |            |  |  |       |       |
|  | Santi                           | 25                                |                                  |    |                 |                 |  |  |            |            |  |  |       |       |
|  | Santi                           | 25                                | Genovés II                       | 35 |                 |                 |  |  |            |            |  |  |       |       |
|  | Benissa, diumenge 5 de juny     |                                   | Genovés II                       | 35 |                 |                 |  |  |            |            |  |  |       |       |
|  |                                 | Pere Roc II                       | 60                               |    |                 |                 |  |  |            |            |  |  |       |       |
|  | Pere Roc II                     | Pere Roc II                       | 60                               | 60 |                 |                 |  |  |            |            |  |  |       |       |
|  | Pere Roc II                     |                                   | Pelayo, dissabte 25 de juny      | 60 |                 |                 |  |  |            |            |  |  |       |       |
|  | Diego d'Onda                    | 25                                |                                  |    |                 |                 |  |  |            |            |  |  |       |       |
|  | Diego d'Onda                    | 25                                | Puchol II                        | 60 |                 |                 |  |  |            |            |  |  |       |       |
|  | Vila-real, divendres 27 de maig |                                   | Puchol II                        | 60 |                 |                 |  |  |            |            |  |  |       |       |
|  |                                 | Marc                              | 50                               |    |                 |                 |  |  |            |            |  |  |       |       |
|  | Marc                            | Marc                              | 50                               | 60 |                 |                 |  |  |            |            |  |  |       |       |
|  | Marc                            | Vilamarxant, divendres 10 de juny |                                  | 60 |                 |                 |  |  |            |            |  |  |       |       |
|  | Guillermo                       | 30                                |                                  |    |                 |                 |  |  |            |            |  |  |       |       |
|  | Guillermo                       | 30                                | Marc                             | 60 |                 |                 |  |  |            |            |  |  |       |       |
|  | Pelayo, dissabte 4 de juny      |                                   | Marc                             | 60 |                 |                 |  |  |            |            |  |  |       |       |
|  |                                 | José Salvador                     | 55                               |    |                 |                 |  |  |            |            |  |  |       |       |
|  | José Salvador                   | José Salvador                     | 55                               | 60 |                 |                 |  |  |            |            |  |  |       |       |
|  | José Salvador                   |                                   | Vila-real, divendres 17 de juny  | 60 |                 |                 |  |  |            |            |  |  |       |       |
|  | Álvaro Gimeno                   | 20                                |                                  |    |                 |                 |  |  |            |            |  |  |       |       |
|  | Álvaro Gimeno                   | 20                                | Marc                             | 60 |                 |                 |  |  |            |            |  |  |       |       |
|  | Xàbia, diumenge 5 de juny       |                                   | Marc                             | 60 |                 |                 |  |  |            |            |  |  |       |       |
|  |                                 | Francés                           | 30                               |    |                 |                 |  |  |            |            |  |  |       |       |
|  | Jesús Saiz                      | Francés                           | 30                               | 50 |                 |                 |  |  |            |            |  |  |       |       |
|  | Jesús Saiz                      | La Pobla, diumenge 12 de juny     |                                  | 50 |                 |                 |  |  |            |            |  |  |       |       |
|  | Francés                         | 60                                |                                  |    |                 |                 |  |  |            |            |  |  |       |       |
|  | Francés                         | 60                                | De la Vega                       | 20 |                 |                 |  |  |            |            |  |  |       |       |
|  | Benissa, diumenge 5 de juny     |                                   | De la Vega                       | 20 |                 |                 |  |  |            |            |  |  |       |       |
|  |                                 | Francés                           | 60                               |    |                 |                 |  |  |            |            |  |  |       |       |
|  | De la Vega                      | Francés                           | 60                               | 60 |                 |                 |  |  |            |            |  |  |       |       |
|  | De la Vega                      |                                   |                                  | 60 |                 |                 |  |  |            |            |  |  |       |       |
|  | Pablo de Sella                  | 35                                |                                  |    |                 |                 |  |  |            |            |  |  |       |       |
|  | Pablo de Sella                  | 35                                |                                  |    |                 |                 |  |  |            |            |  |  |       |       |

## Galeria d'imatges

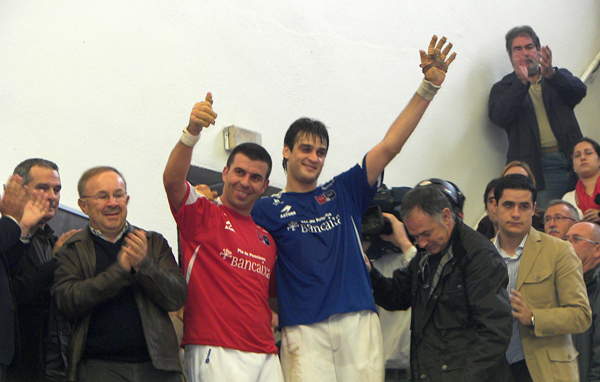
Álvaro i Genovés II (2008)
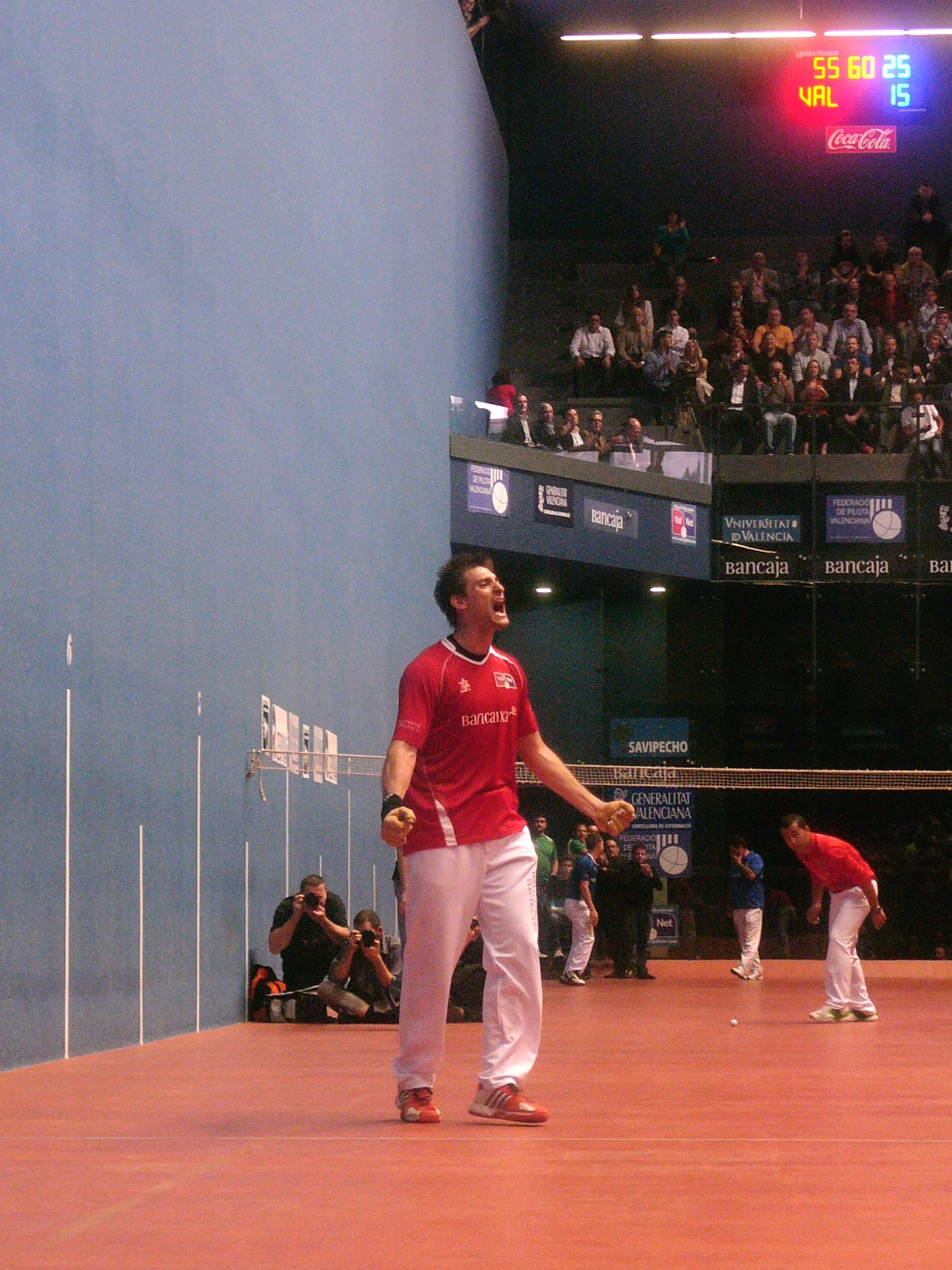
27a edició (2012)
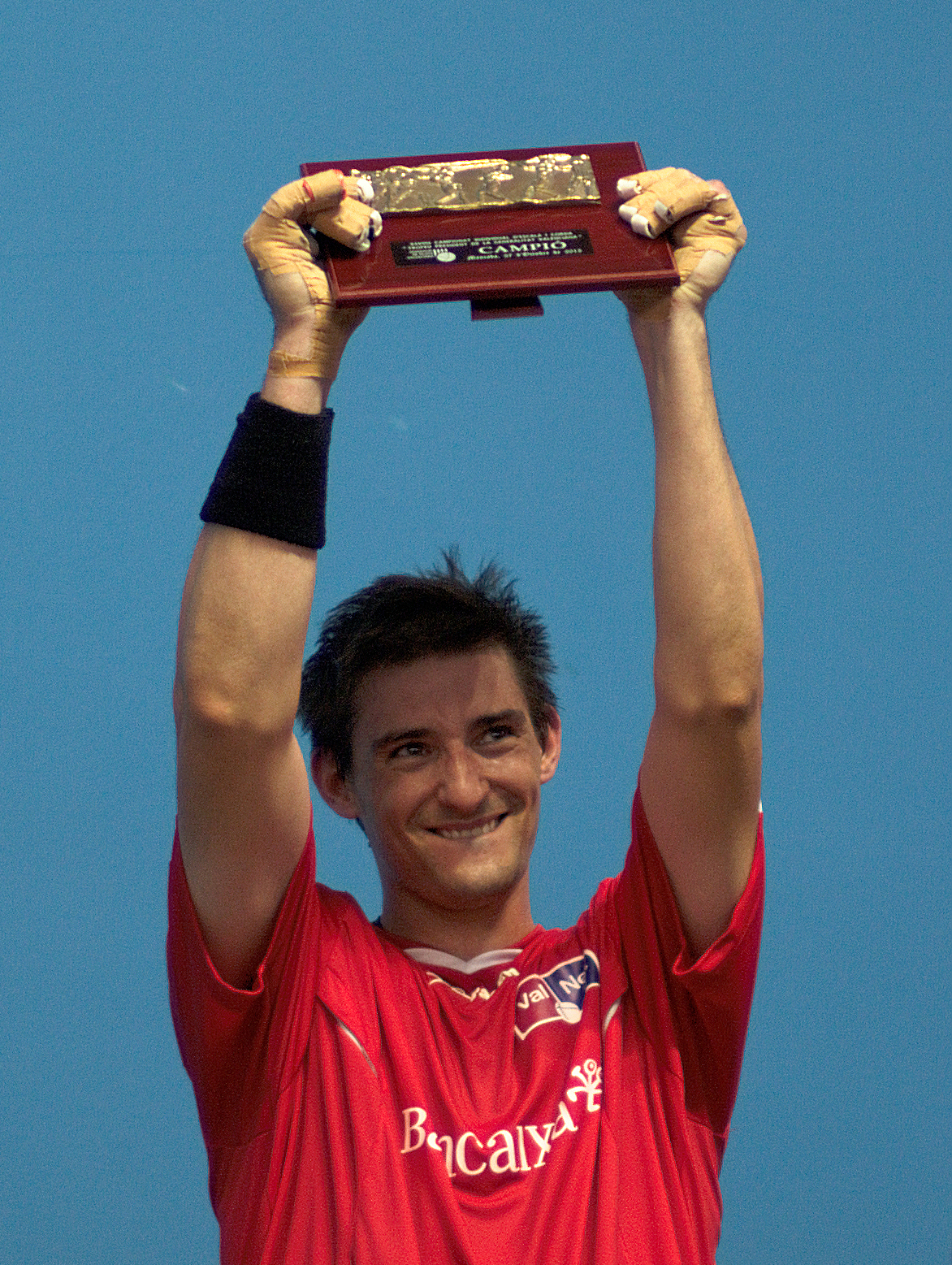
28a, Soro III (2013)
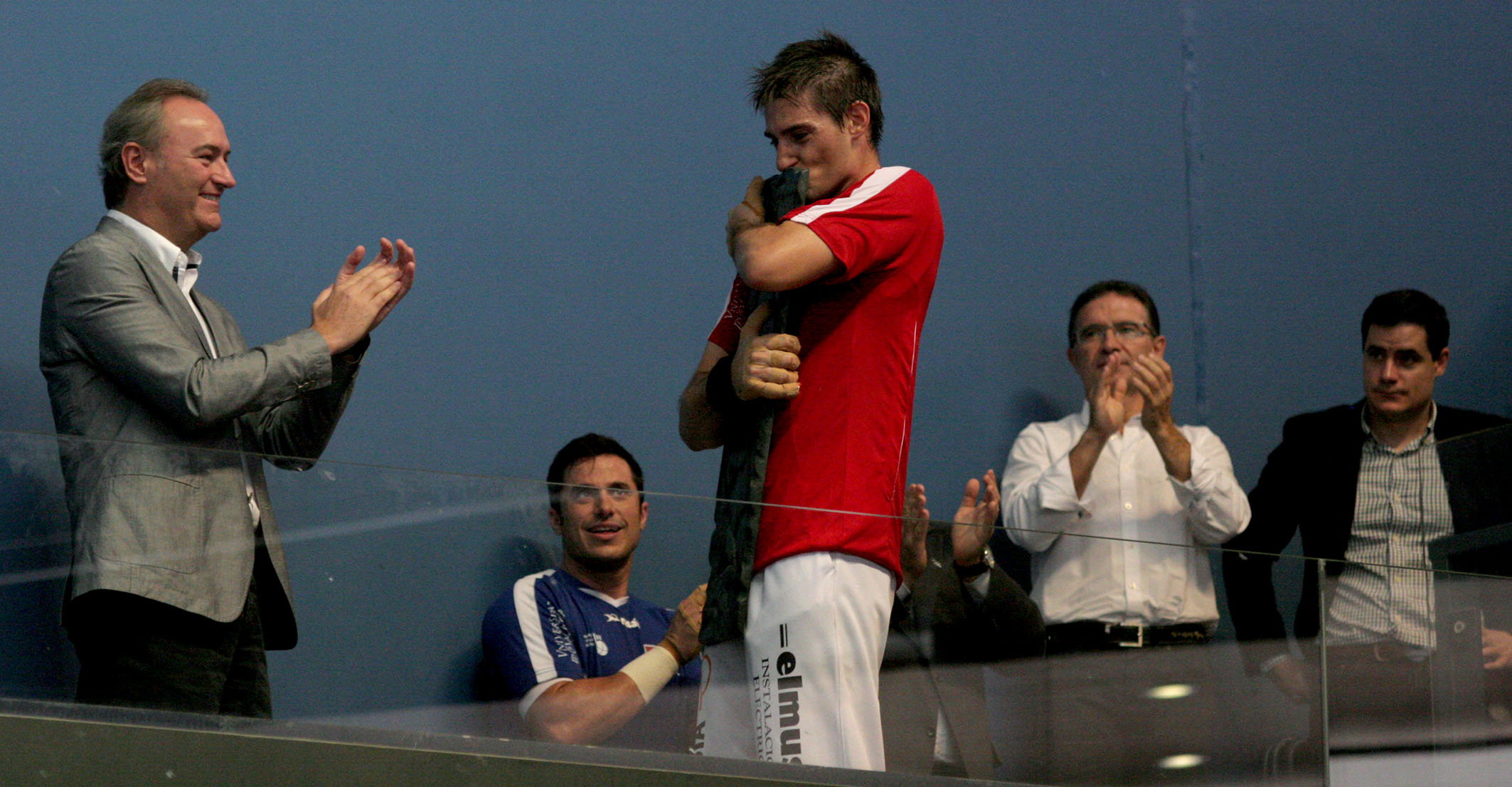
29a, Montcada (2014)
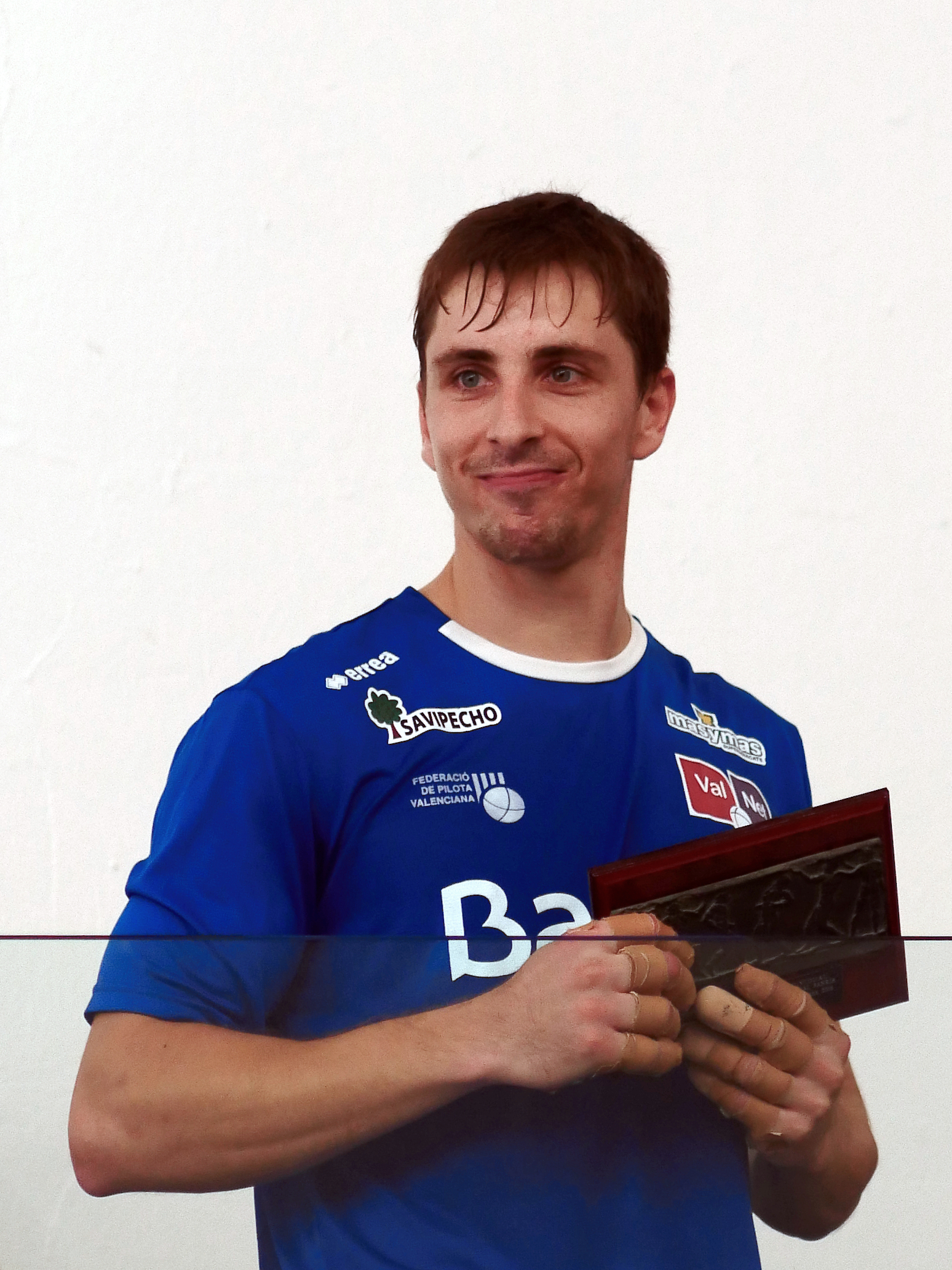
31a, Puchol II (2016)
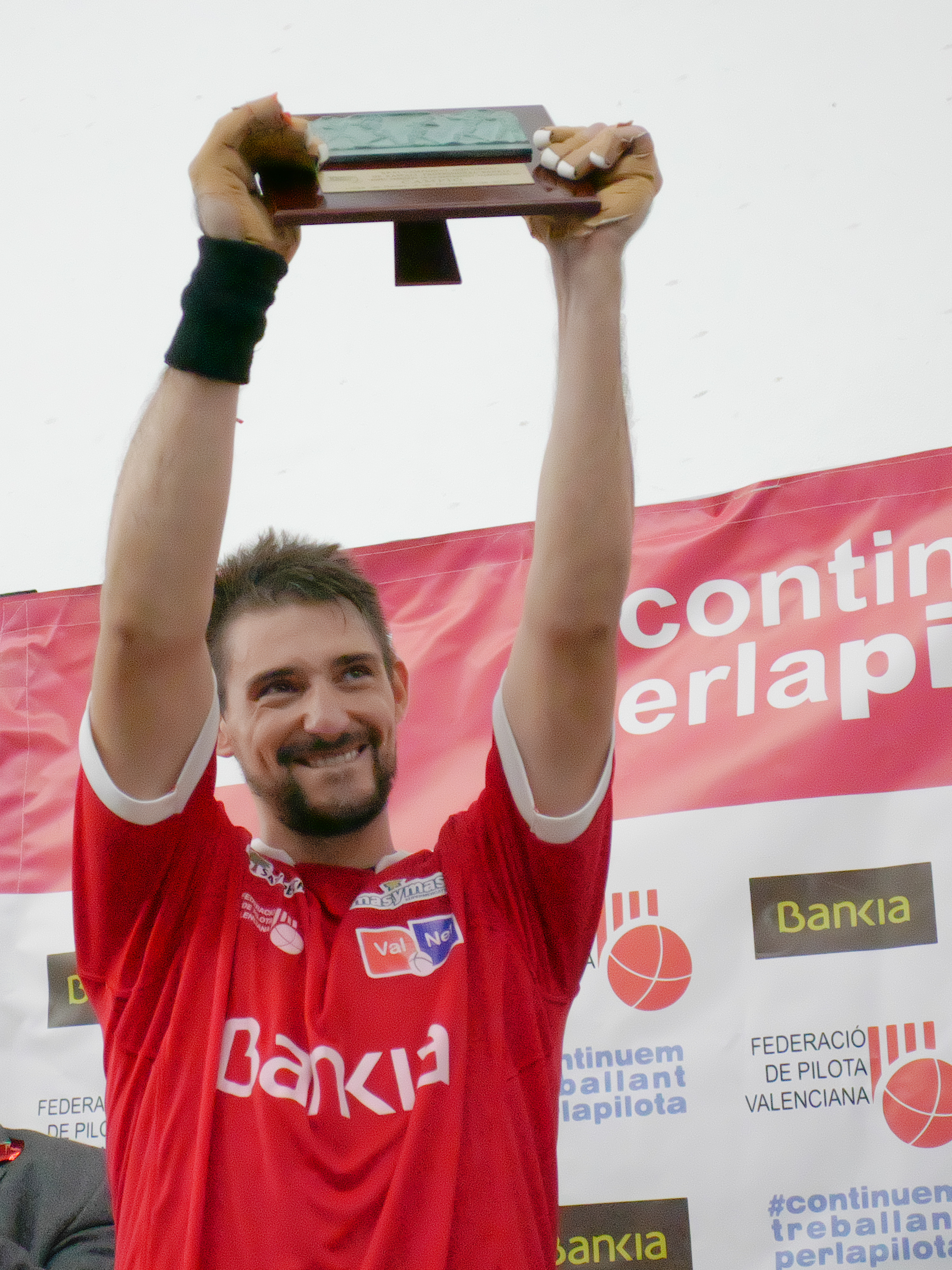
32a, Soro III (2017)